# Heden (Boden)
Heden is een dorp binnen de Zweedse gemeente Boden. Het is een van de oudste vestigingsplaatsen binnen de gemeente. Twee kilometer ten noorden van het dorp liggen de restanten van het Engels Kanaal, dat hier de verbinding moest maken tussen de Lule bij Vittjärv en Trångfors. Daarmee wilde men vaart om het schiereiland Laforsudden omzeilen. Het kanaal kwam er nooit. Heden wordt in 1892 aangesloten op het Zweedse spoornet.
Hednoret is de naam van de bijbehorende badplaats aan de rivier. Naar het dorp is een militair vliegveld genoemd: Hedens Flygplats, 6 kilometer ten westen van het dorp.
Er zijn nog een tiental plaatsaanduidingen binnen de gemeente Boden met de naam Heden.
Bestuurscentrum: Boden (tätort)
Tätort: Bodträskfors · Gunnarsbyn · Harads · Sävast · Unbyn · Vittjärv
Småort: Åbergstorp · Brännberg · Bredåker · Buddbyn · Degerbäcken · Lakaträsk · Österåker · Överstbyn · Skogså · Sörbyn · Svartbjörnsbyn · Svartlå
Overig: Abramsån · Åkerholmen · Aldernäs · Alträsk · Åskogen · Brobyn · Flarken · Forsnäs · Forsträskhed · Gemträsk · Gransjö · Heden · Hundsjö · Inbyn · Lassbyn · Lombäcken · Mjedsjön · Mockträsk · Nedre Flåsjön · Norra Svartbyn · Norriån · Notträsk · Övre Flåsjön · Råbäcken · Rågraven · Rasmyran · Rödingsträsk · Rörån · Sandträsk · Skogså · Storsand · Svartbäcken · Södra Harads · Valvträsk · Vändträsk · Vibbyn
Wijk Boden: Södra Svartbyn en Trångfors